# Handball-Europameisterschaft der Frauen 2028
Die 18. Handball-Europameisterschaft der Frauen (Eigenbezeichnung Women’s EHF EURO 2028) soll vom 30. November bis 17. Dezember 2028 in Dänemark, Schweden und Norwegen ausgetragen werden. Der Veranstalter ist die Europäische Handballföderation (EHF).

## Ausrichter
Für die Ausrichtung des Turniers bewarben sich bis August 2021 bei der Europäischen Handballföderation die nationalen Handballverbände Dänemarks, Norwegens und Schwedens als Co-Ausrichter. Die gemeinsame Bewerbung der drei skandinavischen Verbände war alternativ auch für die Europameisterschaft der Frauen 2026 eingereicht worden.
Auf dem 14. außerordentlichen Kongress der EHF wurde die Austragung am 20. November 2021 an die Verbände aus Dänemark, Schweden und Norwegen vergeben.

## Austragungsorte
Als Austragungsorte gaben die skandinavischen Verbände in ihrer Bewerbung die Jyske Bank Boxen in Herning, Royal Arena in Kopenhagen, Ceres Arena in Aarhus, Sydbank Arena in Kolding, DNB Arena in Stavanger, Nye Fornebu in Oslo, Bergen ByArena in Bergen, Trondheim Spektrum in Trondheim, Helsingborg Arena in Helsingborg und Scandinavium in Göteborg an.

## Teilnehmer

### Verbände
Seit der Europameisterschaft 2024 beträgt die Teilnehmerzahl 24 Nationalmannschaften.
Qualifiziert sind:
- die drei Co-Gastgeber (Dänemark, Norwegen und Schweden),
- der Sieger der Europameisterschaft 2026 sowie
- in Qualifikationsspielen ermittelte Teams.